# Dunkerque Handball Grand Littoral
Maillots
Actualités
Dernière mise à jour : 21 août 2024.
Le Dunkerque Handball Grand Littoral,,, dont le sigle est USDK en référence à l'US Dunkerque dont il tire ses origines, est un club français de handball fondé en 1958 et localisé dans la ville de Dunkerque, située dans la région des Hauts-de-France.
Le club présidé par Jean-Pierre Vandaele et entraîné par Franck Maurice évolue en StarLigue, le plus haut niveau national.
Le club évolue au sein de l'élite depuis 1991 mais l'apogée de ce dernier ne se produit qu'au début des années 2010. En effet, en quatre saisons de 2010 à 2014, il a remporté une fois chacune des quatre compétitions nationales : la Coupe de France 2011, le Trophée des champions 2012, la Coupe de la Ligue 2013 et enfin le Championnat de France 2014. Sur le plan international, l'USDK a également été finaliste de deux compétitions européennes, la Coupe Challenge (C4) en 2004 et de la Coupe de l'EHF (C3) en 2012.
Il faut toutefois noter qu'avant d'être réputé pour son équipe homme, c'est la section féminine qui est à l'origine de l'histoire et du palmarès de l'USDK. En effet, cette section est devenue championne de France en 1982 et a remporté la Challenge de France un an plus tard. Cette section n'évolue toutefois plus dans l'élite française depuis 1986.

## Histoire

### La montée en puissance
| \| Dunkerque \| Localisation de la ville de Dunkerque |
| Dunkerque                                             |

C'est dans les écoles que le handball est joué dans la ville de Dunkerque pour la première fois, en particulier à l'école de l'Esplanade où un professeur et ancien handballeur, Jean-Marie Deceuninck, parvient à intégrer ce sport dans cette école. Ainsi est fondée le 3 septembre 1958 l' « Amicale Laïque de l'Esplanade » avec pour entraîneur Deceuninck et Marcel Bajemon, directeur de l'école, pour président. Puis, en 1964, les clubs de handball des écoles de l'Esplanade et du Parc de la Marine fusionnent pour donner l' « Amicale Laïque de Dunkerque » qui devient en janvier 1968 « Amicale Laïque de Dunkerque-Malo » à la suite de la fusion avec le club voisin de Malo-les-Bains, le « Denier de Malo ». Le club s'affilie alors auprès de la Fédération française de handball et a les couleurs du drapeau de Dunkerque, à savoir le bleu et le blanc.
En 1974, le club devient la section handball du club omnisports de l'Union Sportive Dunkerque (USD), alors que la section féminine vient tout juste de remporter le championnat de Préfédérale Régionale (D4). La saison suivante, ce sont les hommes qui remportent la compétition à ce même niveau et accèdent à leur tour en Nationale 3 (D3). Championne dans cette catégorie dès sa première saison en 1976, la section masculine rejoint alors la Nationale 2 (D2). Quant à la section féminine, elle grimpe aussi petit à petit dans la hiérarchie et accède à l'élite du handball français à la suite d'une deuxième place en Nationale 2 (D2) lors de la saison 1978/1979.
La saison 1981-1982 est historique pour le club nordiste qui remporte son premier titre national grâce au titre de champion de France glané par les filles de Jean-Marie Lemoine, finissant devant les Parisiennes du Paris UC. Dans le même temps, les hommes de Régis Giunta rejoignent eux aussi l'élite du handball français à l'issue d'une deuxième place en Nationale 2 (D2). La saison suivante, les féminines enrichissent leur palmarès avec le Challenge de France.
Les années suivantes s'avèrent toutefois plus difficiles. Ainsi, la section féminine est rétrogradée sportivement à l'issue de la saison 1985/1986 et quitte le niveau national qu'il ne retrouvera jamais tandis que la section masculine est aussi reléguée en Nationale 1B en 1984. Si le club retrouve l'élite dès la saison suivante, il prend régulièrement place dans l'ascenseur entre les deux premiers étages de l'élite (trois descentes, trois montées) dans la fin des années 1980, terminant au passage à une très belle 4e place lors du championnat de France en 1987 puis atteignant en 1991 la finale de la coupe de France alors qu'il évolue en D2. Les Dunkerquois seront battus par la grande équipe du Vénissieux Handball mais se consoleront avec leur retour en championnat de France.
Arrivé en 1990 à la tête du club, le président Nicolas Bernard prend l'initiative en septembre 1997 de créer un nouveau logo et de changer le sigle du club en USDK. Les bateaux dépendant du port de Dunkerque étant immatriculés avec les deux lettres DK. Le club prend son indépendance et quitte par la même occasion le giron de l'« US Dunkerque », club omnisports de la ville.

### Les années 2000: l'USDK au rang européen
Durant la fin des années 1990, l'équipe masculine se stabilise dans l'élite et en monte en puissance en terminant à la quatrième place du championnat de France 1997-1998, classement synonyme de qualification européenne en Coupe des Villes. Un premier parcours européen qui, après les victoires face aux Grecs du GAC Kilkis puis aux Croates du RK Zamet Rijeka, s'est conclu par une élimination en quart de finale par l'une des meilleures équipes de la Bundesliga, le SG Flensburg-Handewitt, futur vainqueur de la compétition : défait 25 à 27 dans la Salle Dewerdt qui affiche guichet fermé pour la première fois, l'USDK s'incline à nouveau 26 à 30 lors du match retour en Allemagne. Néanmoins, le club continue sa progression sur la scène nationale en terminant troisième place lors de la saison 1998/1999. Disputant à nouveau la Coupe des Villes, le club est tenu une nouvelle fois en échec lors des quarts de finale, cette fois-ci face au club espagnol du BM Valladolid.
Lors de cette même saison 1999-2000, l'USDK atteint pour la deuxième fois de son histoire la finale de la Coupe de France qui a lieu à Paris au Stade Pierre-de-Coubertin. Malgré le déplacement de dix cars de supporters et une formidable ambiance lors du match, l'US Dunkerque HBGL s'incline devant le Montpellier Handball et son effectif de neuf internationaux, sur le score de 21 à 16. Toutefois, le Montpellier Handball étant également champion de France, Dunkerque récupère ainsi la place qualificative en Coupe des coupes. Vainqueur des Israéliens du Maccabi Raanana en seizièmes de finale, l'USDK subit ensuite les foudres des Espagnols de l'Ademar León, considéré comme une des meilleures équipes de la Liga ASOBAL, s'inclinant très lourdement lors du match retour en Espagne (14-30).
Lors de la saison 2001-2002, non qualifié en coupes d'Europe, le club se concentre alors sur les compétitions nationales, atteignant la finale de la première édition de la Coupe de la Ligue et luttant jusqu'au bout avec le SO Chambéry pour la seconde place en championnat mais devant finalement se contenter de la troisième place.
Qualifiés pour la Coupe de l'EHF, une coupe d'Europe que les Dunkerquois n'ont encore jamais disputée, l'USDK passe les deux premiers tours puis s'incline en seizièmes de finale face aux Lituaniens du HC Granitas Kaunas puisqu'après avoir concédé un match nul au Stades de Flandres, les nordistes s'inclinent à Kaunas sur le score de 18 à 20. À cause d'une avalanche de blessures, la saison 2002-2003 se termine par une difficile sixième place en championnat, synonyme malgré tout d'une cinquième participation à une coupe d'Europe, la coupe des Villes désormais renommée Coupe Challenge.
Lors de la saison 2003/2004, l'équipe, désormais entraînée par l'ex-international français Denis Tristant, réalise un superbe parcours en Coupe Challenge : éliminant tour à tour les Luxembourgeois du HB Dudelange, les Polonais du Śląsk Wrocław, les Grecs du GAC Kilkis et enfin les Roumains du HCM Constanța en demi-finale, le club dispute ainsi sa première finale européenne. Opposé aux suédois du IFK Skövde HK, Dunkerque remporte le match aller à domicile 21 à 20 devant 2 500 supporteurs mais est défait, 24 à 27, lors du match retour à Skövde et doit ainsi laisser le trophée à son adversaire. En France, le club s'incline pour la deuxième saison consécutive dans le match pour la troisième place de la Coupe de la Ligue et termine à une belle quatrième place en championnat.
La saison 2004/2005 est décevante, à l'image de cette septième place en championnat et de l'élimination en huitième de finale de coupe d'Europe face aux Allemands du VfL Gummersbach.

### Les premiers titres avec Sylla et Cazal
En 2005, Yérime Sylla succède à Denis Tristant. Les résultats sont stables, avec trois quatrièmes places de 2007 à 2009, puis une sixième place en 2010. Mais aussi trois quarts de finale de la Coupe de l'EHF où le club s'incline face aux Danois du Skjern Håndbold en 2007 et du FC Copenhague Handball en 2008 puis face aux Espagnols du Naturhouse La Rioja en 2009.
Après des années d'attente, l'USDK remporte son premier trophée masculin en battant Chambéry aux tirs au but en finale de la Coupe de France 2010-2011, quelques mois après la mort de son président Nicolas Bernard, et « franchit un cap » selon son entraîneur.
La saison 2011/2012 est tout aussi historique que la précédente puisque le club participe pour la première fois de son histoire à un tournoi de qualification pour la Ligue des champions grâce à sa troisième place en championnat la saison précédente. Le club est battu dès la demi-finale de ce tournoi par le club allemand du Rhein Neckar Löwen et reversé en Coupe de l'EHF. Lors de cette compétition, les nordistes accèdent alors à la finale après avoir éliminé les Hongrois du Balatonfüredi KC (au 3e tour), les Danois du Skjern Håndbold (en huitième de finale), leur compatriote du Saint-Raphaël Var Handball (en quart de finale) et enfin les Allemands du SC Magdebourg (en demi-finale). Dunkerque revit alors l'enthousiasme qui régnait lors de la finale de la Coupe Challenge lors de la saison 2003/2004. Mais face aux Allemands du Frisch Auf Göppingen, l'USDK échoue sur un total de 60 à 54 (26-26 et 34-28).
L'USDK commence la saison 2012/2013 sur de bons rails puisque après s'être débarrassé du double tenant du titre (Montpellier AHB) en demi-finale, le club remporta son deuxième succès national masculin, le Trophée des champions. Sur un score de 26 à 25 après les tirs au but, les nordistes privent le Chambéry Savoie HB d'un second titre. À la mi-saison, l'USDK remporte la Coupe de la Ligue, en battant le HBC Nantes. La fin de saison fut satisfaisante, le club remporte son dernier match face à Saint-Raphaël Var Handball sur le score de 25 à 26 grâce à une contre-attaque initiée par Erwan Siakam-Kadji et conclue par Baptiste Butto qui marque le but de la victoire à deux secondes du terme. Cette victoire fait des dunkerquois les vice-champions de France avec un point d'avance sur Montpellier AHB et ils se qualifient ainsi pour la première fois en phase de poule de la Ligue des champions.
Lors de cette Ligue des champions 2013/2014, le club se retrouve dans le groupe A avec les Allemands du THW Kiel, les danois du KIF Copenhague, les polonais du KS Kielce et du Wisła Płock et les portugais du FC Porto.
Dans ce groupe assez relevé, l'USDK avec seulement une victoire face au KS Kielce, un nul face au FC Porto et huit défaites, termine bon dernier et peut donc se consacrer au championnat. Le 8 mai 2014, la défaite du PSG face au Montpellier AHB lors de la 24e journée permet à l'USDK, en tête du classement depuis la 11e journée, d'être champion de France de D1 pour la première fois de son histoire. Une première place qui offre d'office une qualification en Ligue des champions.

### Retour vers le ventre mou du championnat
Si le club réalise un parcours honorable en Ligue des champions avec une qualification en huitième de finale où il aura vendu chèrement sa peau face au Paris Saint-Germain (défaites 21-23 et 22-23), le club termine à la 5e place en championnat, de sorte qu'il n'est pas qualifiée en coupe d'Europe.

Quelques photos de l'USDK lors de la saison 2016-2017
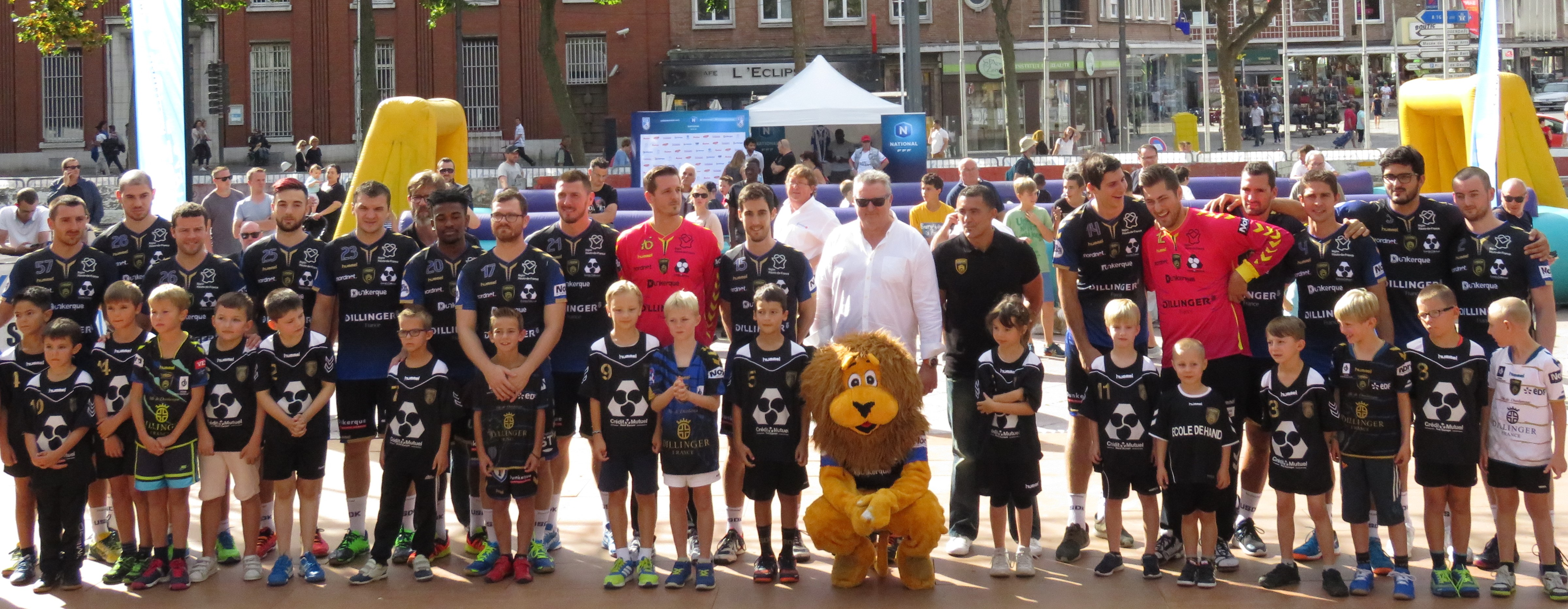
Présentation de l'équipe le 10 septembre 2016
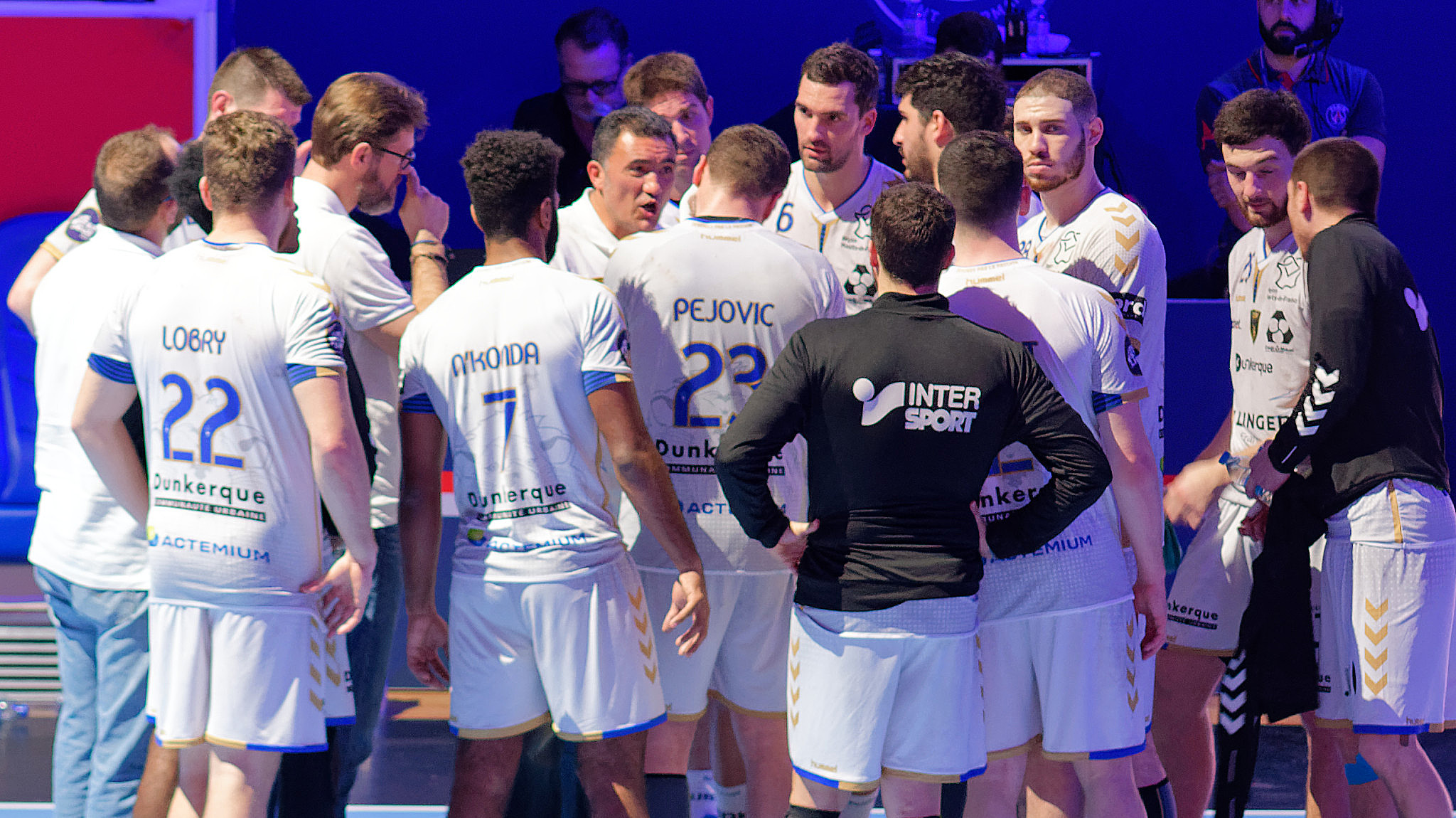
Patrick Cazal au milieu de ses joueurs lors d'un temps-mort, le 8 mars 2017.
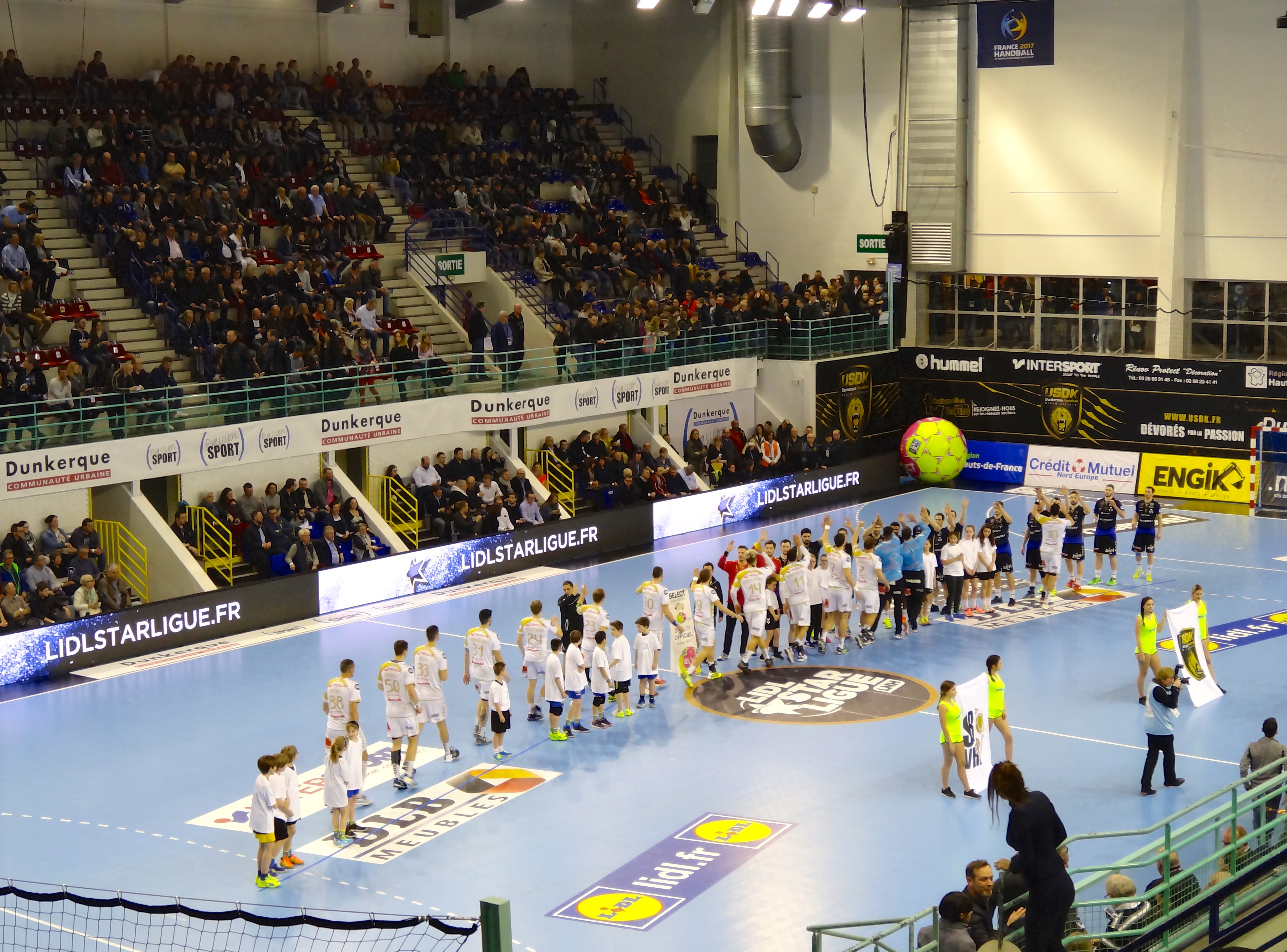
Entrée des joueurs face à St-Raphaël, le 22 mars 2017

Les saisons suivantes sont plus compliquées pour le club qui ne parvient plus à jouer le rôle de club majeur du handball français, son seul fait d'armes étant la finale de la Coupe de France en 2019 au terme d'un parcours assez favorables (victoires à domicile face à Toulouse et Aix puis en demi-finale à Nancy, club de D2). Cette même saison 2018-2019 se conclut par une dixième place en Championnat, plus mauvais résultat du club depuis 1997. Si le club échoit à la 7e place lorsque le Championnat est arrêté en mars 2020 à cause de la pandémie de Covid-19,la saison 2020-2021 est à nouveau terminée à la dixième place en Championnat.
En décembre 2021, l'entraîneur Patrick Cazal n'est pas reconduit pas après 11 saisons passées au club.
Après plusieurs semaines de rumeurs, la signature de Franck Maurice, entraîneur de l'USAM Nîmes Gard depuis 2014, est confirmée, formant un duo avec Tarik Hayatoune à partir de l'été 2022,.

## Résultats

### Palmarès
| Championnats nationaux | Coupes nationales | Compétitions internationales |
| - Championnat de France - Vainqueur (1) : 2014 - Vice-champion (1) : 2013 - Championnat de France de D2 - Vainqueur (1) : 1985 - Vice-champion (2) : en 1982 et 1991 - Championnat de France de D3 - Vainqueur (1) : 1976 | - Coupe de France - Vainqueur (1) : 2011 - Finaliste (3) : 1991, 2000, 2019 - Coupe de la Ligue - Vainqueur (1) : 2013 - Finaliste (1) : 2002 - Trophée des champions - Vainqueur (1) : 2012 - Finaliste (1) : 2013 | - Coupe de l'EHF (C3) - Finaliste (1) : 2012 - Coupe Challenge (C4) - Finaliste (1) : 2004 - Ligue des champions (C1) - Huitième-de-finaliste (1) : 2015 |

### Bilan saison par saison
Le tableau suivant récapitule les performances du club dans les diverses compétitions françaises et européennes.
| Saison    | Compétitions nationales | Compétitions nationales | Compétitions nationales | Compétitions nationales | Compétitions nationales | Coupes d'Europe*      |
| Saison    | Niv.                    | Championnat             | Coupe de France         | Coupe de la Ligue       | Trophée des Champions   | Coupes d'Europe*      |
| --------- | ----------------------- | ----------------------- | ----------------------- | ----------------------- | ----------------------- | --------------------- |
| 1981/1982 | 2                       | 2e                      | Pas de compétition      | Pas de compétition      | Pas de compétition      | N.Q.                  |
| 1982/1983 | 1                       | 10e                     | Pas de compétition      | Pas de compétition      | Pas de compétition      | N.Q.                  |
| 1983/1984 | 1                       | 14e                     | Pas de compétition      | Pas de compétition      | Pas de compétition      | N.Q.                  |
| 1984/1985 | 2                       | 1er                     | 1/4 de finale           | Pas de compétition      | Pas de compétition      | N.Q.                  |
| 1985/1986 | 1                       | 10e                     | 1/8 de finale           | Pas de compétition      | Pas de compétition      | N.Q.                  |
| 1986/1987 | 1                       | 4e                      | 1/4 de finale           | Pas de compétition      | Pas de compétition      | N.Q.                  |
| 1987/1988 | 1                       | 10e                     | Pas de compétition      | Pas de compétition      | Pas de compétition      | N.Q.                  |
| 1988/1989 | 2                       | 3e                      | N.Q.                    | Pas de compétition      | Pas de compétition      | N.Q.                  |
| 1989/1990 | 1                       | 12e                     | Poules                  | Pas de compétition      | Pas de compétition      | N.Q.                  |
| 1990/1991 | 2                       | 2e                      | Finale                  | Pas de compétition      | Pas de compétition      | N.Q.                  |
| 1991/1992 | 1                       | 8e                      | 1/8 de finale           | Pas de compétition      | Pas de compétition      | N.Q.                  |
| 1992/1993 | 1                       | 12e                     | 1/4 de finale           | Pas de compétition      | Pas de compétition      | N.Q.                  |
| 1993/1994 | 1                       | 12e                     | 1/8 de finale           | Pas de compétition      | Pas de compétition      | N.Q.                  |
| 1994/1995 | 1                       | 12e                     | 1/8 de finale           | Pas de compétition      | Pas de compétition      | N.Q.                  |
| 1995/1996 | 1                       | 9e                      | 1/16 de finale          | Pas de compétition      | Pas de compétition      | N.Q.                  |
| 1996/1997 | 1                       | 11e                     | 1/8 ou 1/16             | Pas de compétition      | Pas de compétition      | N.Q.                  |
| 1997/1998 | 1                       | 4e                      | 1/8 de finale           | Pas de compétition      | Pas de compétition      | N.Q.                  |
| 1998/1999 | 1                       | 3e                      | 1/16 de finale          | Pas de compétition      | Pas de compétition      | C4 : 1/4 finale       |
| 1999/2000 | 1                       | 10e                     | Finale                  | Pas de compétition      | Pas de compétition      | C4 : 1/4 finale       |
| 2000-2001 | 1                       | 6e                      | 1/4 de finale           | Pas de compétition      | Pas de compétition      | C2 : 1/8e finale      |
| 2001-2002 | 1                       | 3e                      | 1/4 de finale           | Finale                  | Pas de compétition      | N.Q.                  |
| 2002-2003 | 1                       | 6e                      | 1/8 de finale           | 4e                      | Pas de compétition      | C3 : 3e tour          |
| 2003-2004 | 1                       | 4e                      | Pas de compétition      | 4e                      | Pas de compétition      | C4 : finale           |
| 2004-2005 | 1                       | 7e                      | 1/16 de finale          | 3e                      | Pas de compétition      | C3 : 1/8 de finale    |
| 2005-2006 | 1                       | 5e                      | Demi-finale             | Demi-finale             | Pas de compétition      | N.Q.                  |
| 2006-2007 | 1                       | 4e                      | 1/16 de finale          | Demi-finale             | Pas de compétition      | C3 : 1/4 de finale    |
| 2007-2008 | 1                       | 4e                      | 1/4 de finale           | 1/8 de finale           | Pas de compétition      | C3 : 1/4 de finale    |
| 2008-2009 | 1                       | 4e                      | Demi-finale             | 1/4 de finale           | Pas de compétition      | N.Q.                  |
| 2009-2010 | 1                       | 6e                      | 1/4 de finale           | Demi-finale             | Pas de compétition      | C3 : 1/4 de finale    |
| 2010-2011 | 1                       | 3e                      | Vainqueur               | Demi-finale             | N.Q.                    | N.Q.                  |
| 2011-2012 | 1                       | 5e                      | 1/8 de finale           | 1/8 de finale           | N.Q.                    | C3 : finale           |
| 2012-2013 | 1                       | 2e                      | Demi-finale             | Vainqueur               | Vainqueur               | N.Q.                  |
| 2013-2014 | 1                       | Champion                | 1/8 de finale           | Demi-finale             | Finale                  | C1 : Phases de poules |
| 2014-2015 | 1                       | 5e                      | 1/8 de finale           | Demi-finale             | 4e                      | C1 : 1/8 de finale    |
| 2015-2016 | 1                       | 7e                      | Demi-finale             | 1/4 de finale           | N.Q.                    | N.Q.                  |
| 2016-2017 | 1                       | 6e                      | Demi-finale             | Demi-finale             | N.Q.                    | N.Q.                  |
| 2017-2018 | 1                       | 6e                      | 1/8 de finale           | Demi-finale             | N.Q.                    | N.Q.                  |
| 2018-2019 | 1                       | 10e                     | Finaliste               | 1/8 de finale           | N.Q.                    | N.Q.                  |
| 2019-2020 | 1                       | 7e                      | 1/4 de finale           | 1/4 de finale           | N.Q.                    | N.Q.                  |
| 2020-2021 | 1                       | 10e                     | N.Q.                    | Pas de compétition      | Pas de compétition      | N.Q.                  |
| 2021-2022 | 1                       | 12e                     | 4e tour                 | 1/8 de finale           | N.Q.                    | N.Q.                  |
| 2022-2023 | 1                       | 8e                      | 1/8 de finale           | Pas de compétition      | N.Q.                    | N.Q.                  |
| 2023-2024 | 1                       | 10e                     | 1/4 de finale           | Pas de compétition      | N.Q.                    | N.Q.                  |

* Légende : C1=Ligue des champions ; C2=Coupe des Vainqueurs de Coupe ; C3=Coupe de l'EHF ; C4=Coupe des Villes/Coupe Challenge ; N.Q.: Non Qualifié.

### Budget
Lors de la saison 2013-2014, l'USDK réussit à remporter le titre de Champion de France en ayant le troisième budget du championnat et le tiers du premier budget de France : le Paris Saint-Germain, deuxième du championnat, comptait un budget de 13,58 millions d'euros, premier budget d'Europe[réf. nécessaire], et que le Montpellier AHB, troisième comptait un budget de 6,61 millions d'euros.
L'évolution du budget du club depuis 2011 est :
Pour des raisons techniques, il est temporairement impossible d'afficher le graphique qui aurait dû être présenté ici.

## Personnalités liées au club

### Président
Le club a eu cinq dirigeants différents, dont le président fondateur, Marcel Bajemon :
- Marcel Bajemon : de 1958 à 1978
- Jean Dewerdt : de 1978 à 1985
- Jacques Louage : de 1985 à 1990
- Nicolas Bernard : de 1990 à 2010
- Jean Pierre Vandaele : depuis 2011

### Entraîneurs
- Régis Giunta : dans les années 1980
- Niculae Nedeff et Nicolae Munteanu : de 1989 à 1990[18]
- Jean-Louis Herbet : de 1990[18] à 1994
- Jean-Pierre Lepointe : de 1994 à 1999
- Bernard Pot : de 1999 à 2003[19]
- Denis Tristant : de 2003[19] à 2006
- / Yérime Sylla : de 2006 à 2011
- Patrick Cazal : de 2011 à 2022
- Franck Maurice : depuis juillet 2022

### Joueurs célèbres

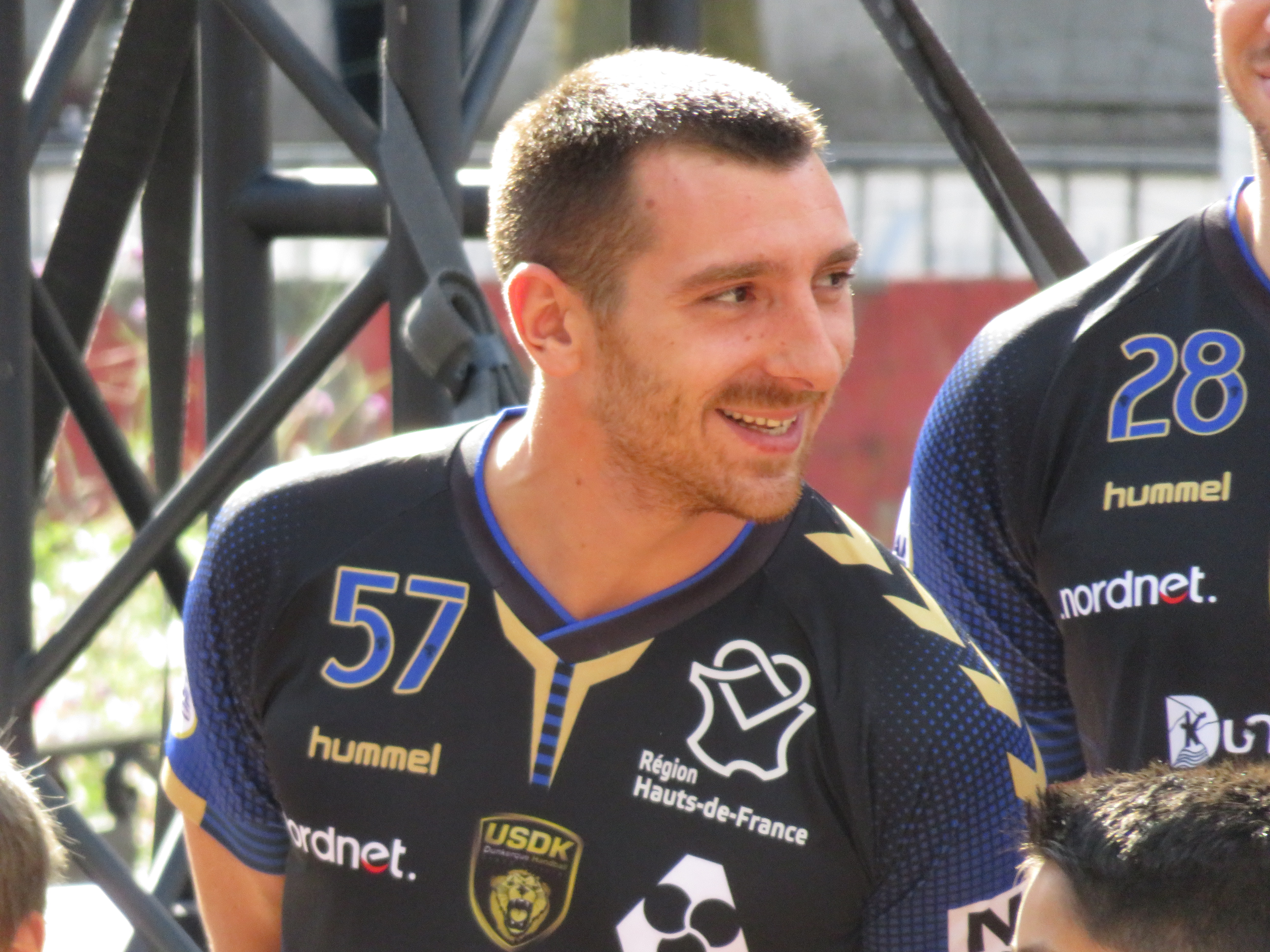
Baptiste Butto, joueur historique en 2016.

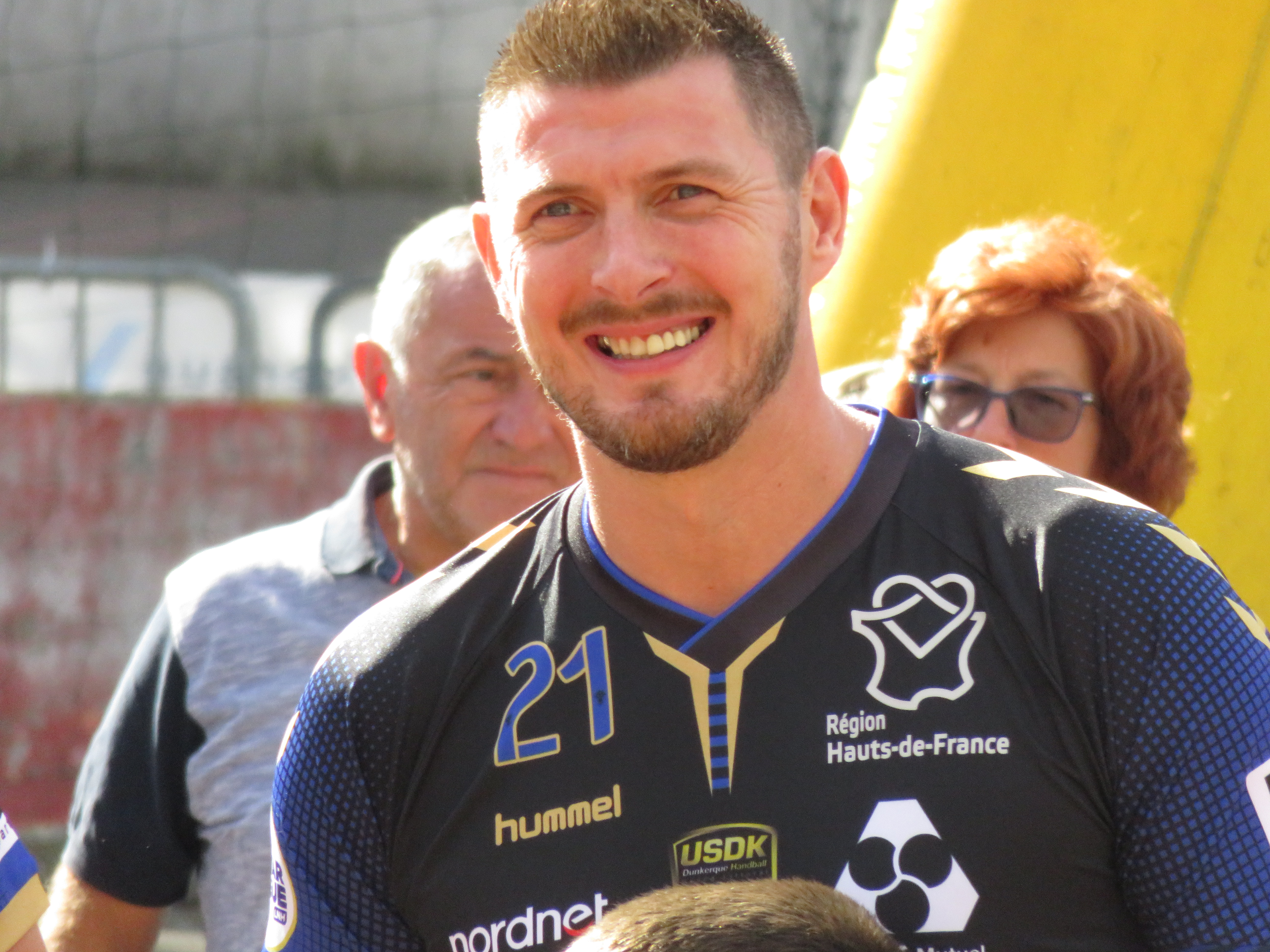
Mickaël Grocaut, joueur historique, en 2016.

Parmi les joueurs ayant évolué au club, on trouve :
- Benjamin Afgour : de 2008 à 2017 et depuis 2020
- William Annotel : de 2011 à 2018
- Florian Billant : depuis 2014
- Sébastien Bosquet : de 1999 à 2003 et de 2005 à 2013
- Baptiste Butto : de 2009 à 2021
- Philippe Debureau : de 1981 à 1984 et de 1986 à 1993
- Vincent Gérard : de 2010 à 2015
- Oleg Grams : de 2017 à 2021
- Mickaël Grocaut : de 2002 à 2018
- Guillaume Joli : de 2012 à 2014 et de 2016 à 2019
- Bastien Lamon : de 2001 à 2017
- Haniel Langaro : de 2017 à 2020
- Dragan Mladenović : de 1992 à 2004
- Mohamed Mokrani : de 2008 à 2015
- Kornél Nagy : depuis 2011
- Christophe Néguédé : de 198x à 1993
- David Néguédé : de 198x à 1993
- Marc Néguédé : de 198x à ?
- Ragnar Þór Óskarsson : de 2000 à 2004 et de 2008 à 2011
- Abdelkader Rahim : depuis 2017
- Erwan Siakam-Kadji : de 2007 à 2014
- Pierre Soudry : de 2006 à 2019
- Yérime Sylla : de 1994 à 2001
- Jaleleddine Touati : de 2006 à 2015

### Trophées individuels
Plusieurs personnalités du club ont été distingués dans l'élection des meilleurs handballeurs de l'année en France : 
- Dragan Mladenović, élu meilleur gardien de but (1) : 1997/1998
- Sébastien Bosquet, élu meilleur arrière droit (3) : 2000/2001, 2006/2007 et 2008/2009
- Ragnar Þór Óskarsson, élu meilleur demi-centre (2) : 2001/2002 et 2003/2004
- Denis Tristant, élu meilleur entraîneur (1) : 2003/2004
- Vincent Gérard, élu meilleur gardien de but (3) : 2010/2011, 2012/2013 et 2013/2014
- Patrick Cazal, élu meilleur entraîneur (2) : 2012/2013 et 2013/2014

## Section féminine
La section féminine de club obtient ses meilleurs résultats vers la fin des années 1970 et vers le début des années 1980, remportant le championnat de France en 1982 au détriment du Paris UC puis le Challenge de France un an plus tard et terminant Vice-champion de France en 1984. Cette section n'évolue toutefois plus dans l'élite française depuis 1986.
| Compétitions nationales |
| - Championnat de France (1) - Champion : 1982 - Vice-champion : 1984 - Challenge de France (1) - Vainqueur : 1983 - Championnat de France féminin de Division 2 - Finaliste en 1979 |

## Image et identité

### Logo
En septembre 1997, l’USD devient l'USDK, un nouveau logo est alors créé. Il représentait le lion jaune, emblème de la Flandre, et désormais du club. À sa droite, on retrouve USDK, signifiant Union Sportive Dunkerque, en lettres rouges au contour blanc sur un fond bleu, ce qui donne les couleurs de la France. En dessous le nom du club Dunkerque Handball Grand Littoral tout en bleu sauf handball en rouge.
Par la suite, le club changera son logo qui deviendra tout doré, cependant les couleurs du club restent le bleu, le blanc jusqu'en 2013 où l'USDK crée un nouveau logo inspiré du premier puisque le lion de la Flandre revient, le logo se veut désormais plus sous la forme d'un blason, il a été désigné par l’agence UP, le logo se veut dynamique et impactant.

Ancien logo de 1997 à ?
Ancien logo de ? à 2013
Logo actuel

### Slogan
Le slogan du club est Dévorés par la passion.

### Couleur
Au début, en 1968, lorsque l' Amicale Laïque Dunkerque et le Denier de Malo fusionne pour former l' Amicale Laïque Dunkerque Malo, les couleurs du club sont ceux de celle de la ville de Dunkerque à savoir le bleu et le blanc.
En 1997, l'USD devient l'USDK à l'occasion de ce changement un nouveau logo est créé, un logo bleu, blanc et rouge cependant les couleurs des maillots reste bleu et blanc.
Ensuite le logo du club devient doré, mais les couleurs des maillots restent toujours bleu et blanc jusqu'en 2013 où l'USDK change complètement l'image du club avec un nouveau maillot et nouveau logo que le club met en avant avec le lion, symbole des Flandres, terre d'origine de la ville, dont les couleurs sont le noir et le jaune avec quelques touches de bleu.
Actuellement les couleurs sont le noir et le jaune doré.

### Maillot
| 1968 (ALDM)        | 2000                | 2012-2013     | 2011-2012          | 2012-2013          |
| 2013-2014 domicile | 2013-2014 extérieur | 2013-2014 LDC | 2014-2015 domicile | 2014-2015 domicile |

### Supporters
Les supporters de l'USDK sont les Handiablés depuis 1997 (association loi de 1901). Lors de la finale de coupe de France en 2000, pas moins de 8 bus ont fait le déplacement dans la capitale.
En juillet 2013, création d'un second groupe de supporters, les US'DKLés, dont le siège se situe au "NARVAL USDK Kfé", café officiel de l'USDK
- Handiablés depuis 1997
- US'DKLés depuis 2013

### Infrastructure

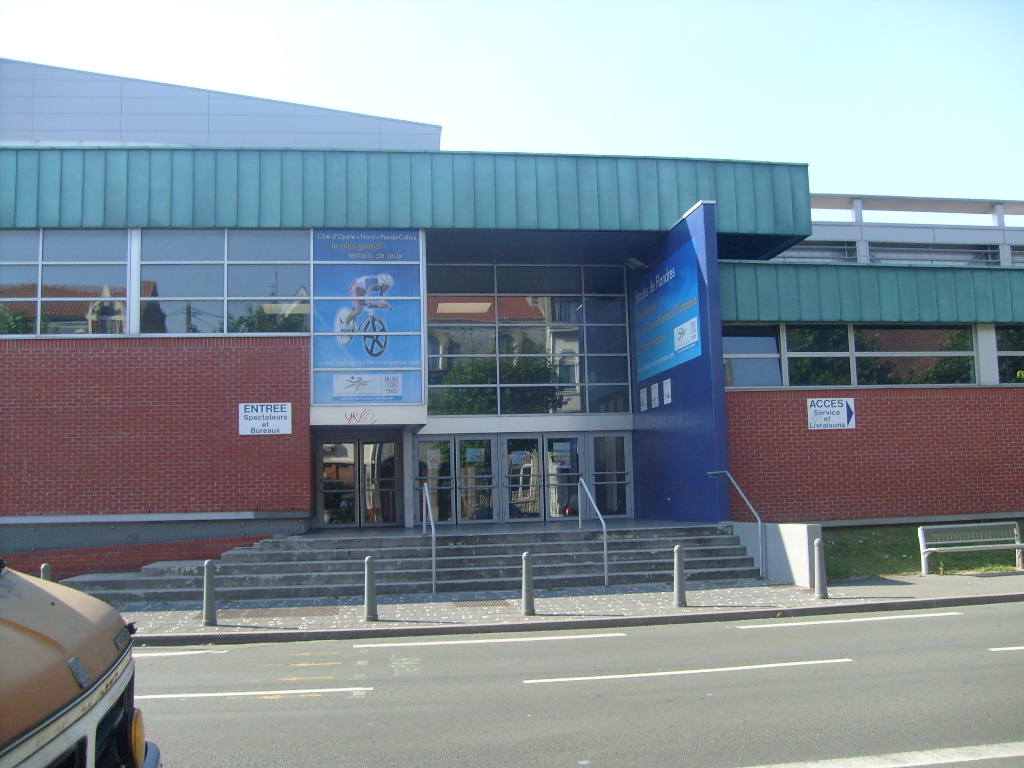
Les Stades de Flandres de Dunkerque.

Lors de sa création en 1958, le club joua tout d'abord à l'école de l'Esplanade, lorsqu'il se nommait Amicale laïque de l'Esplanade.
En 1964, les écoles de l'Esplanade et du Parc de la Marine se rapprochent pour former l' Amicale Laïque Dunkerque, le club joue alors dans les deux écoles jusqu'en 1968 où l'ALD décide de fusionner avec le Denier Malo et forme l' Amicale Laïque Dunkerque Malo.
Les entraînements de l'ALDM se déroulaient à la salle du lycée Jean-Bart. Les rencontres officielles se disputaient soit à la salle des sports de la rue des Poilus, à Malo, soit au lycée Jean-Bart.
Ce n'est qu'en 1992 que l'USDK s'installa à la Salle Louis Dewerdt, située à Rosendaël et ayant une capacité de 2 400 places.
Celle-ci est rénovée lors de la saison 2000-2001, pour pouvoir accueillir le Mondial 2001. L'enceinte accueillit le groupe D, dans lequel on retrouve la Russie, l'Ukraine, la Tunisie, la Norvège ainsi que la Slovénie. Pour cette occasion la salle change de nom et devient le Stades de Flandres.
Malgré ses 2 400 places, la salle est tout de même trop petite pour la direction de l'USDK qui veut concurrencer les grands clubs français qui ont une salle deux à quatre fois plus grande en termes de capacité. La Communauté Urbaine de Dunkerque valida ainsi en juillet 2012 le projet de la future Dunkerque Arena proposée par le groupe Vinci. La livraison de cette salle principale de 10 000 places est alors prévue pour 2015. La ville de Dunkerque est dès lors candidate pour accueillir des matchs du Mondial 2017, organisé en France,.
En 2013, le club parvient à se qualifier en Ligue des champions pour la première fois de son histoire, grâce à une deuxième place en championnat de France lors de la saison 2012-2013. Le club, qui possède deux solutions de repli avec les salles où évoluent le BC Orchies, la Davo Pévèle Arena à Orchies avec 5 000 places, et le Basket Club Ostende à la Sleuyter Arena, salle de  5 000 places. L'EHF homologue toutefois la salle pour la compétition.
En mai 2014, le projet de la Dunkerque Arena est définitivement enterré pour cause du montage financier de l’opération, les intentions de l’État et de la Région, la conjoncture, le contexte, le modèle économique des clubs, l’incertitude du sport. Mais on peut aussi noter que la défaite du maire sortant, Michel Delebarre face à Patrice Vergriete en est également la cause.[réf. nécessaire]
C'est finalement le Stade Pierre-Mauroy de Lille, d'une capacité de 50 186 places, qui accueillera les matchs du Mondial 2017.
En 2016, le projet de la Dunkerque Arena est relancé.

### Affluences
| Saison  | Affluence moyenne  |
| ------- | ------------------ |
| 2012/13 | 2 325 spectateurs. |
| 2013/14 | 2 360 spectateurs  |